# Paulus Arajuuri
Paulus Arajuuri (* 15. června 1988 Helsinky) je finský profesionální fotbalista, který hraje na pozici středního obránce za finský klub Helsingin Jalkapalloklubi. Mezi lety 2010 a 2021 odehrál také 58 utkání v dresu finské reprezentace, ve kterých vstřelil 3 branky. Zahrál si na závěrečném turnaji EURO 2020.

## Reprezentační kariéra
Hrál za finský reprezentační výběr do 21 let.
V A-mužstvu Finska debutoval 18. 1. 2010 v přátelském střetnutí ve španělské Málaze proti reprezentaci Jižní Koreje, Finsko zápas prohrálo 0:2.